# Пултуський повіт
Пултуський повіт (пол. powiat pułtuski) — один з 37 земських повітів Мазовецького воєводства Польщі.
Утворений 1 січня 1999 року в результаті адміністративної реформи.

## Загальні дані
Повіт знаходиться у центральній частині воєводства.
Адміністративний центр — місто Пултуськ.
Станом на 1.01.2008 населення становить 51 011 осіб, площа 827,42 км².

## Демографія
Демографічні дані повіту станом на 31 grudnia.2007:
|       | Всього | Всього | Жінки  | Жінки | Чоловіки | Чоловіки |
| ----- | ------ | ------ | ------ | ----- | -------- | -------- |
|       | осіб   | %      | осіб   | %     | осіб     | %        |
| Повіт | 51 011 | 100    | 25 812 | 50,6  | 25 199   | 49,4     |
| Міста | 19 156 | 100    | 10 060 | 52,51 | 9096     | 47,49    |
| Села  | 31 855 | 100    | 15 752 | 49,44 | 16 103   | 50,56    |